# 아침 또 아침
"아침 또 아침"(Morning & Morning)은 한국에서 제작된 서명수 감독의 1999년 영화이다. 송영창 등이 주연으로 출연하였다.

## 출연

### 주연
- 송영창
- 윤수정
- 손지인